# Ensemble Auerbach in der Oberpfalz

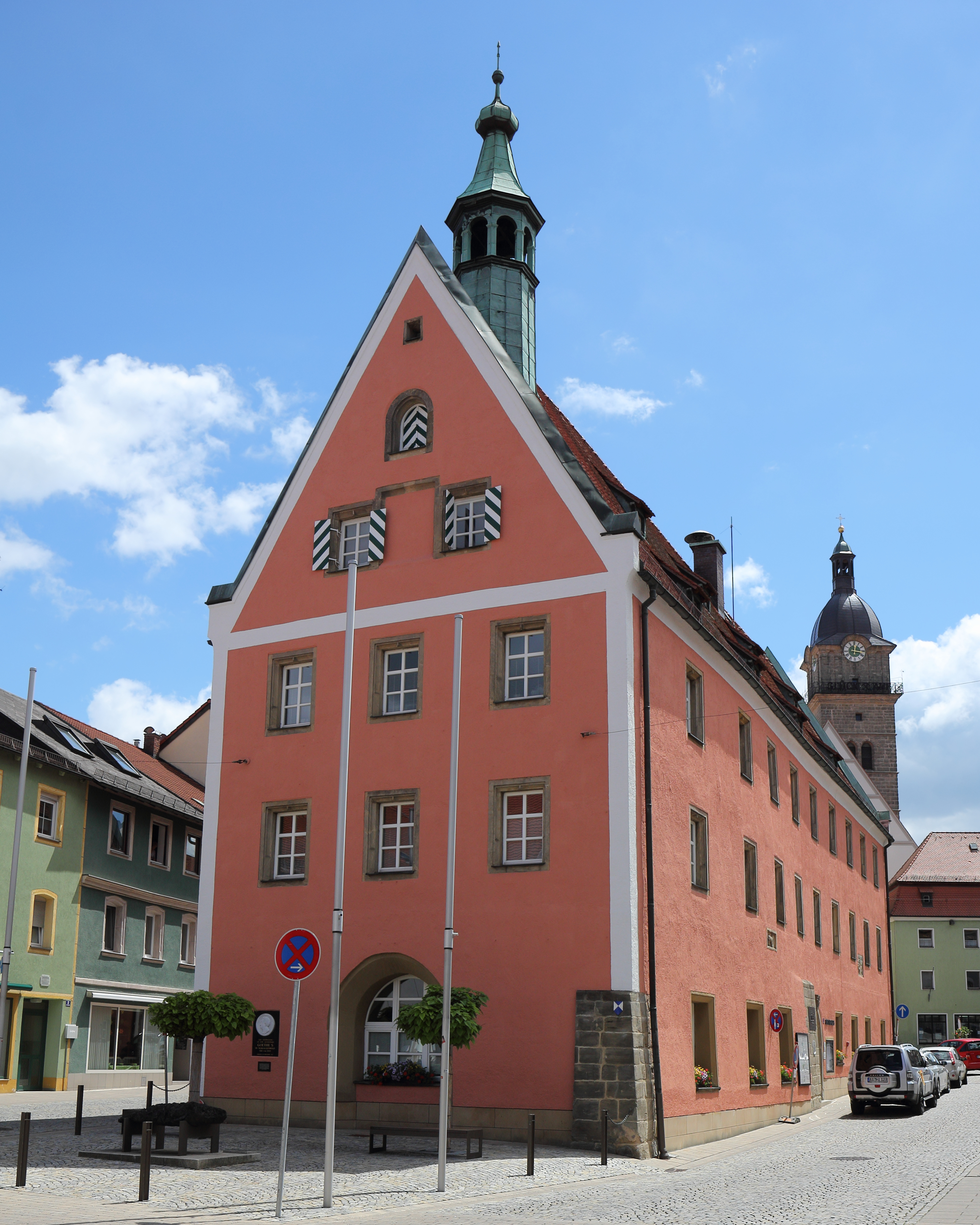
Rathaus in Auerbach

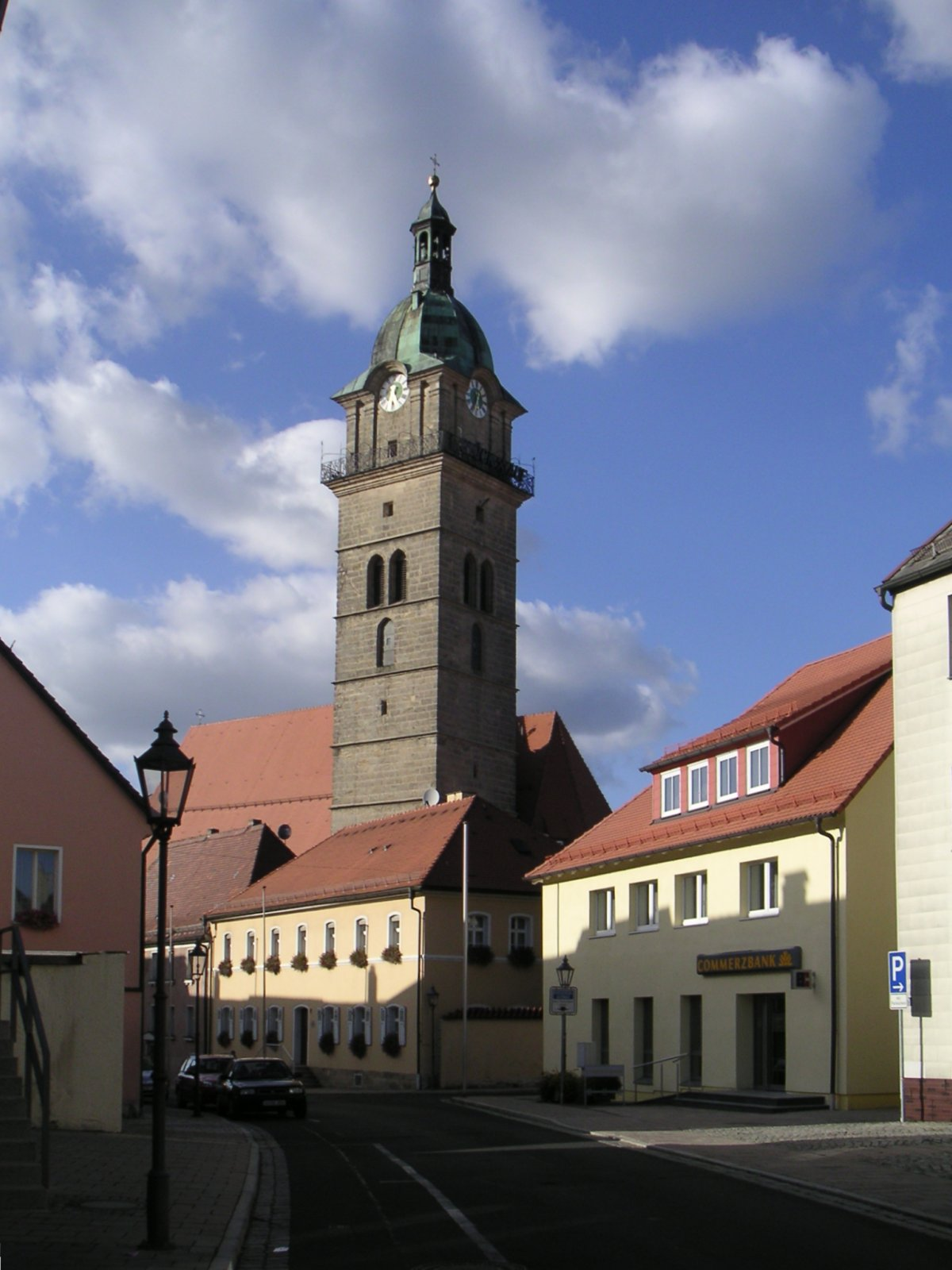
Stadtpfarrkirche St. Johann Baptist

Das Ensemble Auerbach in der Oberpfalz umfasst den historisch bebauten Bereich von Auerbach in der Oberpfalz, einer Stadt im Oberpfälzer Landkreis Amberg-Sulzbach. Das Ensemble ist ein geschütztes Baudenkmal.

## Beschreibung
Das Ensemble umfasst den langgezogenen Straßenmarkt und östlich der Stadtpfarrkirche St. Johann Baptist den mutmaßlichen Siedlungskern des Dorfes Auerbach, das zum Kloster Michelfeld gehörte. Nachdem das Kloster 1144 seinen Markt dorthin verlegt und eine Kirche gegründet hatte, wurde der annähernd dreiecksförmige Obere Markt vor der Stadtpfarrkirche angelegt. 
Der sich anschließende gestreckte Untere Markt in Form eines Straßenmarktes ist das Ergebnis der ersten Stadterweiterung, die um 1300 erfolgte und wohl damit zusammenhängt, dass Auerbach ab 1373 Hauptort des neuböhmischen Territoriums in der Oberpfalz geworden war.
Die zentrale Architektur wurde seit der späten Gotik das in Abschnitten 1418, 1524 und 1551 errichtete freistehende Rathaus. 
Die Bebauung beider Marktplätze besteht vorwiegend aus dreigeschossigen Traufseithäusern des 19. Jahrhunderts, die teilweise im Inneren eine ältere Bausubstanz aufweisen. Durch den Abbruch der ehemaligen Stadtschreiberei, die vor 1418 als Rathaus diente, wurde der hochgelegene Baukörper der Kirche freigestellt und der östliche Platzabschluss aufgebrochen. 
In Fortführung der Platzfronten des Oberen Marktplatzes schließt die Dr.-Heinrich-Stromer-Straße gabelförmig den Kirchenbezirk ein. Die Bebauung zwischen der Pfarrstraße und der Dr.-Heinrich-Stromer-Straße ist kleinteiliger und unregelmäßiger als am Marktplatz und an den Außenseiten der beiden Straßen.

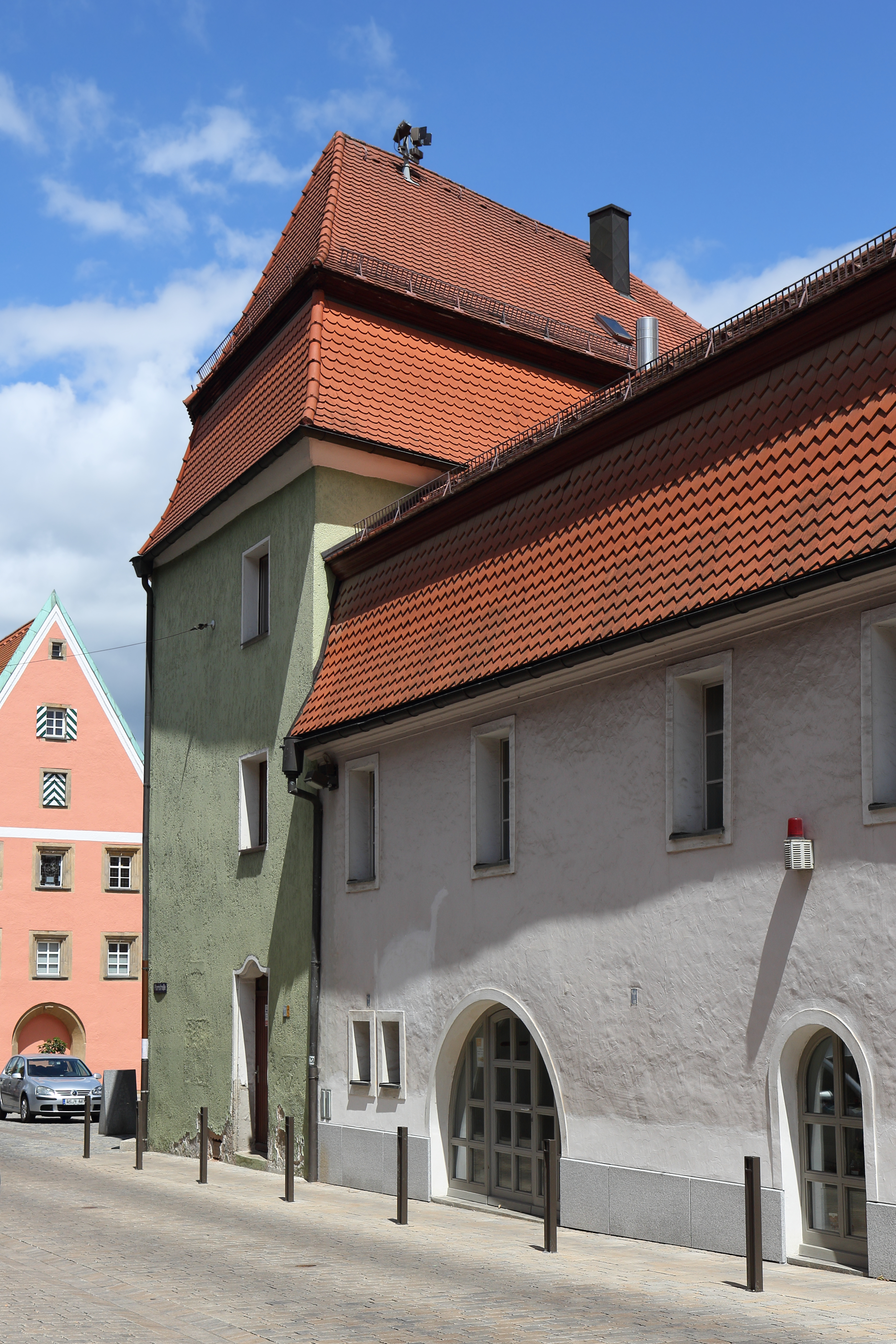
Haus Oberer Marktplatz 12
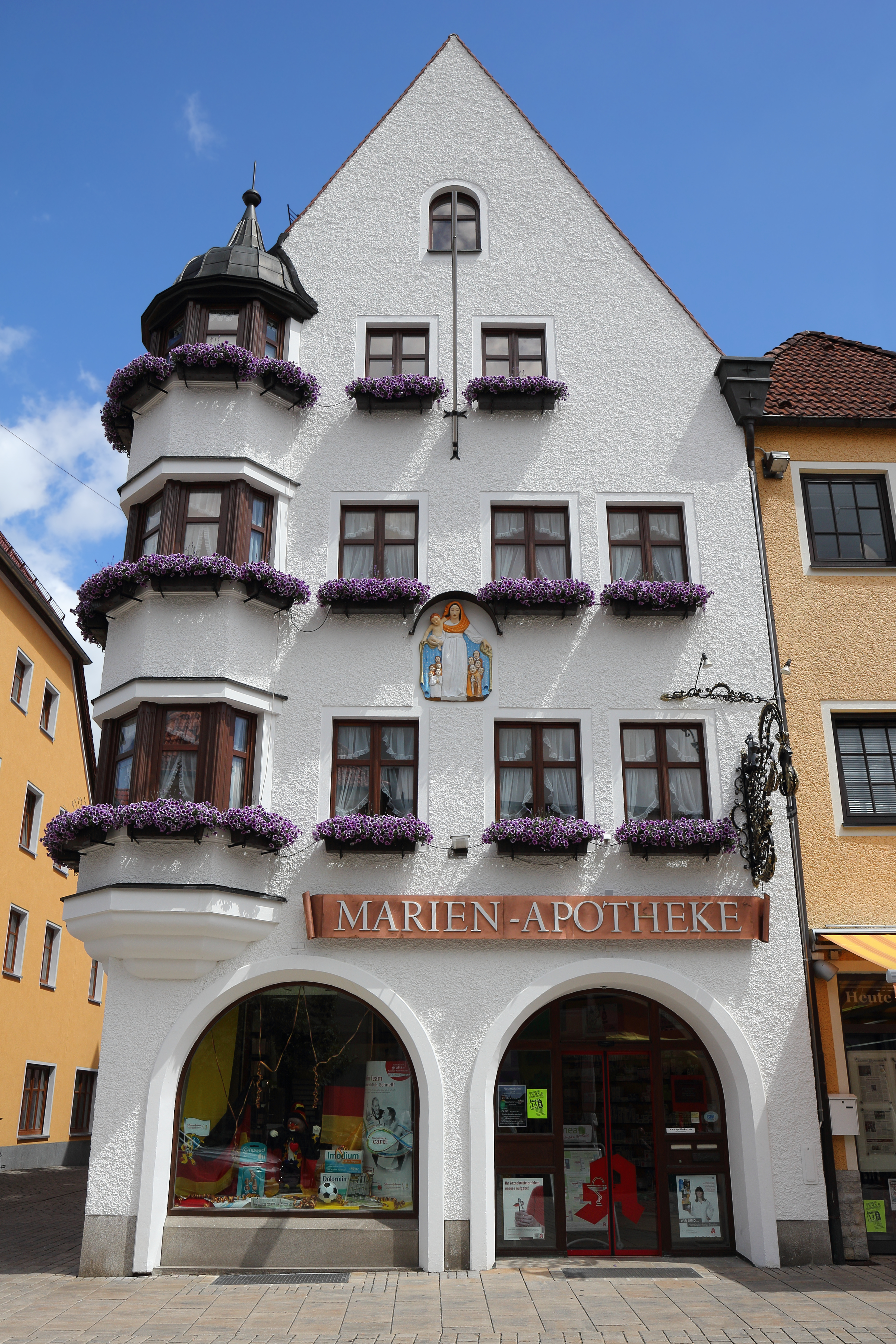
Haus Unterer Markt 31
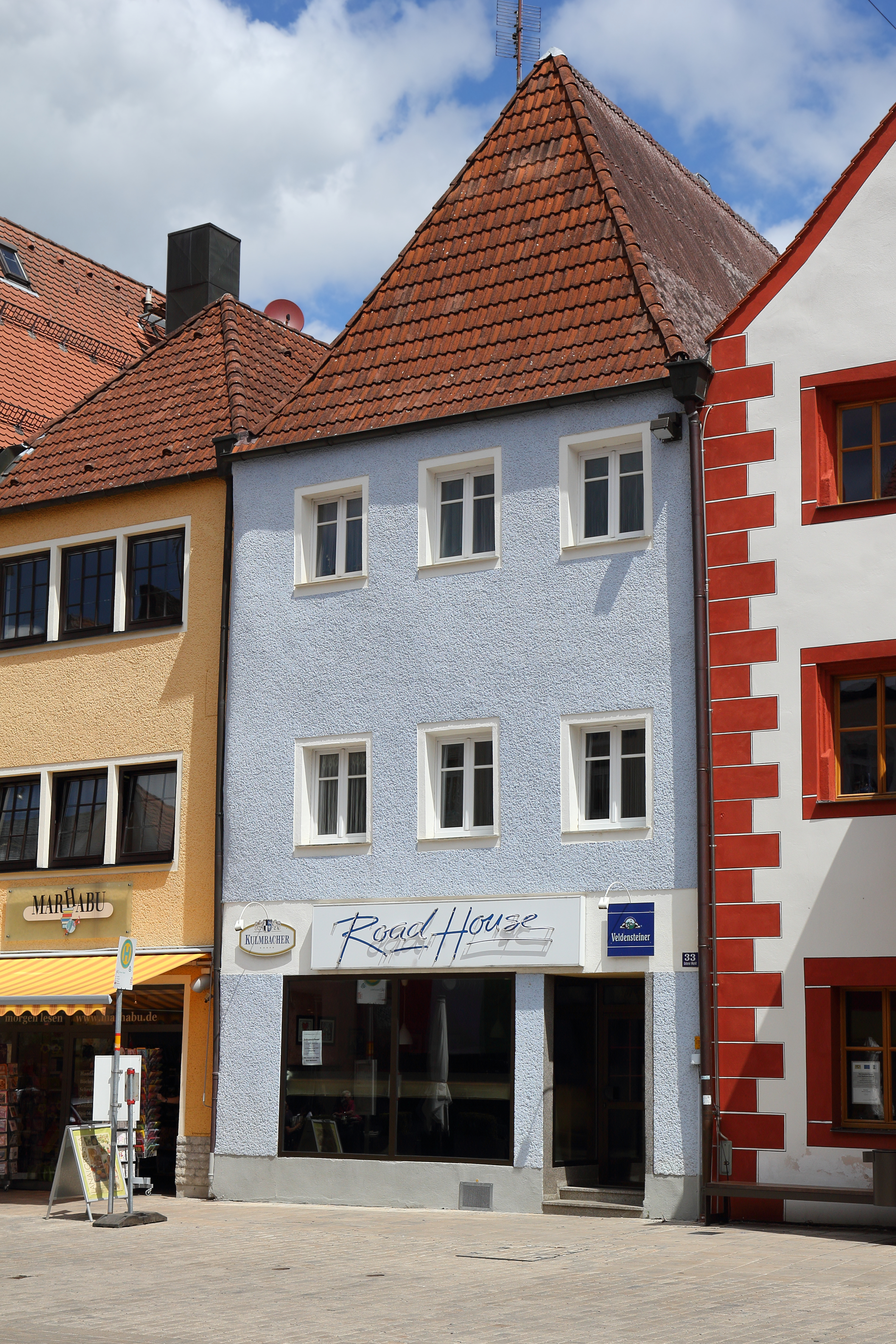
Haus Unterer Markt 33
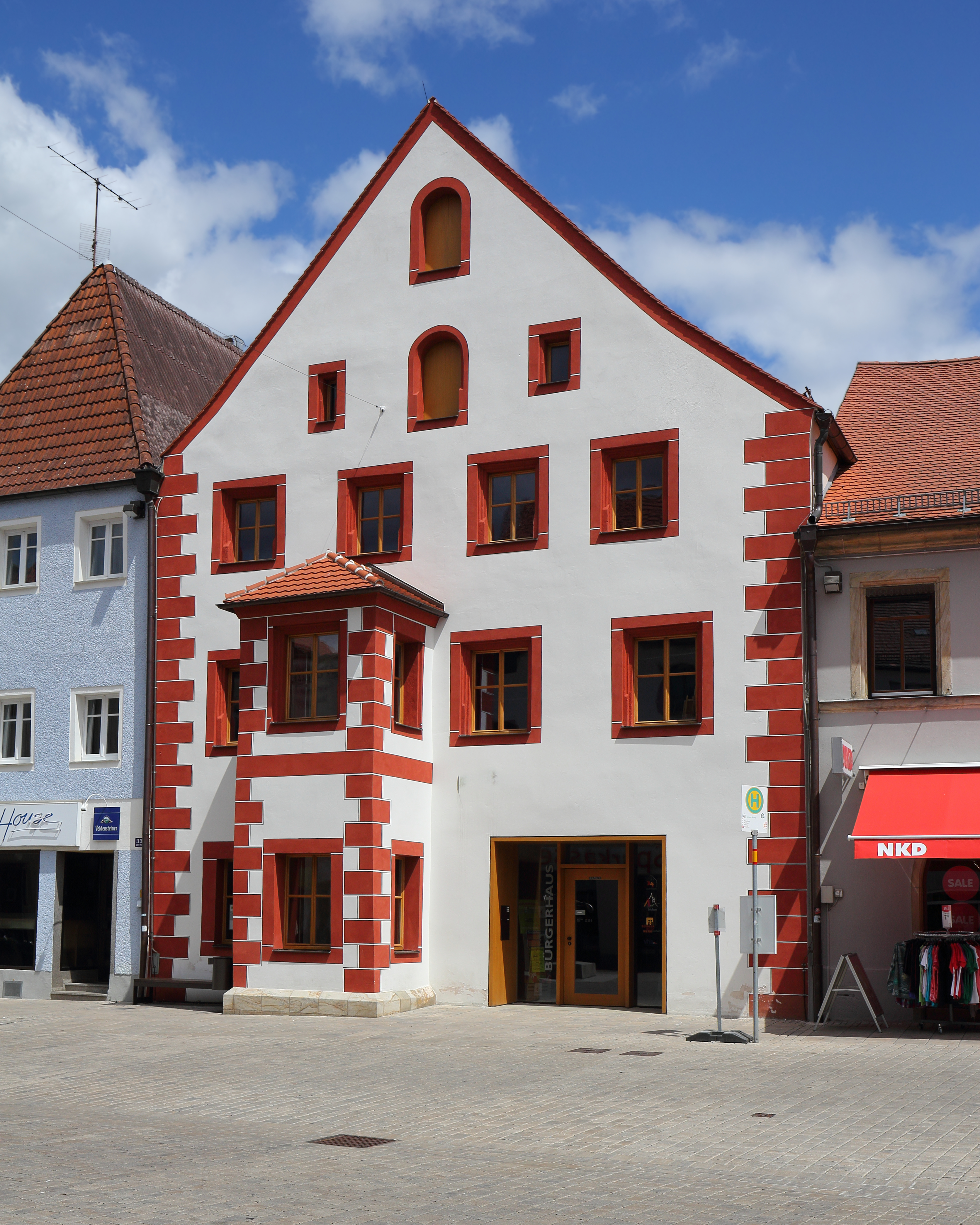
Haus Unterer Markt 34